# آنا هیر
آنا هیِر (۲ مارس ۱۸۶۳ اولتان; ۹ دسامبر ۱۹۱۸ زوریخ) پزشک سویسی، مؤسس مدرسهٔ پرستاری سوئیس با بیمارستان بانوان در زوریخ و یکی از مؤسسان انجمن پرستاران سویسی و اولین رئیس آن بود.
وی تحصیلات خود را در دانشگاه زوریخ در رشتهٔ پزشکی در سال ۱۸۹۲ در مقطع دکتری به پایان رساند. به عنوان یک پزشک متخصص در رشتهٔ بیماریهای زنان تخصص داشت و تلاشهای فراوانی در جهت توسعه و حرفه‌ای نمودن پرستاری در سوئیس انجام داد. او در سال ۱۹۰۱ در زوریخ با همکار خود "ماری‌هایم فوگلین" مدرسهٔ سویسی پرستاری را همراه با بیمارستان بانوان تأسیس کرد.

آنا هیر در سال ۱۹۱۰ مشترکاً همراه با یک پزشک به نام "والتر ساهلی" که برای صلیب سرخ سوئیس مدرسهٔ "لیندن هوف " را جهت آموزش پرستاران صلیب سرخ سوئیس ساخته بود، "انجمن پرستاران سویسی" را تأسیس کرد. به همین دلیل که او جزء اصلی مؤسسان انجمن بود همچنین به عنوان اولین رئیس آن برگزیده شد. پس از آن و در راستای همان انجمن در سال ۱۹۳۶ " انجمن ملی دانش آموختگان پرستاری مدارس مورد تأیید سویسی " تأسیس شد. آنا هیر در سال ۱۹۱۶از سمت خود کناره‌گیری کرد.